# Gran Premi de Gran Bretanya del 1969
Resultats del Gran Premi de la Gran Bretanya de Fórmula 1 de la temporada 1969, disputat al circuit de Silverstone el 19 de juliol del 1969.

## Resultats
| Pos | No | Pilot                | Equip          | Voltes | Temps/ Retirada | Pos. de sortida | Punts |
| --- | -- | -------------------- | -------------- | ------ | --------------- | --------------- | ----- |
| 1   | 3  | Jackie Stewart       | Matra - Ford   | 84     | 1h 55' 55. 6    | 2               | 9     |
| 2   | 7  | Jacky Ickx           | Brabham - Ford | 83     | + 1 Volta       | 4               | 6     |
| 3   | 6  | Bruce McLaren        | McLaren - Ford | 83     | + 1 Volta       | 7               | 4     |
| 4   | 2  | Jochen Rindt         | Lotus - Ford   | 83     | + 1 Volta       | 1               | 3     |
| 5   | 16 | Piers Courage        | Brabham - Ford | 83     | + 1 Volta       | 10              | 2     |
| 6   | 19 | Vic Elford           | McLaren - Ford | 82     | + 2 Voltes      | 11              | 1     |
| 7   | 2  | Graham Hill          | Lotus - Ford   | 82     | + 2 Voltes      | 12              |       |
| 8   | 10 | Jo Siffert           | Lotus - Ford   | 81     | + 3 Voltes      | 9               |       |
| 9   | 4  | Jean Pierre Beltoise | Matra - Ford   | 78     | + 6 Voltes      | 17              |       |
| 10  | 9  | John Miles           | Lotus - Ford   | 75     | + 9 Voltes      | 14              |       |
| Ret | 12 | Pedro Rodríguez      | Ferrari        | 61     | Motor           | 8               |       |
| Ret | 11 | Chris Amon           | Ferrari        | 45     | Caixa canvi     | 5               |       |
| Ret | 5  | Denny Hulme          | McLaren - Ford | 27     | Encesa          | 3               |       |
| Ret | 15 | Jackie Oliver        | BRM            | 19     | Transmissió     | 13              |       |
| Ret | 18 | Jo Bonnier           | Lotus - Ford   | 6      | Motor           | 16              |       |
| Ret | 20 | Derek Bell           | McLaren - Ford | 5      | Suspensions     | 15              |       |
| Ret | 14 | John Surtees         | BRM            | 1      | Suspensions     | 6               |       |

## Altres
- Pole: Jochen Rindt 1' 20. 8

- Volta ràpida: Jackie Stewart 1' 21. 3 (a la volta 57)